# Shiraoi
Shiraoi (白老町, Shiraoi-chō) é uma cidade localizada no distrito do mesmo nome, em Iburi, Hokkaido, Japão. Segundo dados de 31 de Maio de 2008, a cidade tinha uma população de 20 371. Foi criada em 1867 pelos senhores feudais de Sendai. A maior parte da área da cidade é florestada e partes incluem-se no Parque Nacional de Shikotsu-Tōya.